# 十分愛
《十分愛》是一部2007年上映的香港電影。由葉念琛導演，由方力申及鄧麗欣領銜主演。於2007年4月19日上映。本片是葉念琛執導的《愛情四部曲》的第二部，故事上與《愛情四部曲》的第一部《獨家試愛》及第三部的《我的最愛》並無關聯，只是演員都沿用方力申和鄧麗欣的組合。

## 故事大綱
|                      | 愛盡每個人 傷盡每個心 |
| ——《十分愛》宣傳海報 |                       |

## 劇情
寶（鄧麗欣 飾）、晴晴（鍾嘉欣 飾）和志榮（森美 飾）是從小學一年級認識的好朋友。一次，寶發現和晴晴新婚的志榮跟碧蓮有曖昧關係，志榮更主動跟寶商量第三者的問題。心軟的寶答應了為志榮保守秘密，她只將事情告訴了與二人毫不相干的室友阿蚊（楊愛瑾 飾）。同時，她遇上了不歡而散的舊男友大力（方力申 飾）。

寶與大力逛商場，有女子打電話給大力，大力向寶慌忙解釋那是他妹妹，寶取笑他為什麼要向自己解釋。三年前，寶利用了大力去結識文信（白梓軒 飾）後，便遭受到一連串的報復，使她跟文信最後也分手收場。重遇大力後，與三年前類似的報復行動再次發生，令寶不得不懷疑是大力所為。一次意外家寶在急症室認識醫生張同祖Joe（張敬軒 飾），Joe對寶展開追求。不巧被大力撞見他們約會，令家寶十分尷尬，周旋在二人之間，無法下定決心。

出乎意料之外，真相水落石出，報復寶的人並非大力，原來是誤認寶是第三者的晴晴，阿寶只好把碧蓮與志榮的事和盤托出。寶、晴晴和阿蚊北上東莞打算去揭穿志榮的情婦。在發現碧蓮是無辜的同時，寶無意中在酒店撞見Joe和一名女子在一起，誤以為Joe有女朋友，令阿寶大受打擊。他們就這樣永遠錯過了對方。

回港後，寶卻發現志榮真正的情婦是自己身邊的好友。失落的寶去找大力，卻也目睹他和一個年輕女子（文詠珊 飾）在一起。當時的她再也沒有勇氣去揭開更多的真相了，她選擇離開香港到上海工作。

一年後，寶回港，原來兜兜轉轉，志榮跟晴晴又重修舊好了。寶發現自己其實真心愛上大力，與大力復合。
有天，上次寶看見和大力一起的女子看見寶和大力在一起，他們並沒有發現，女子告訴朋友，那是她的前男友，朋友說：「原來是他和他的女朋友。」女子卻否認：「那是他的妹妹。」

## 演員

### 鄺美寶相關
| 演員                | 角色    | 關係/暱稱                                                           |
| 鄧麗欣              | 鄺美寶  | 阿寶 張大力女友 晴晴、張同祖、志榮、阿蚊好友 文信前女友 碧蓮舊同學  |
| 方力申              | 張大力  | Ryan 鄺美寶男友                                                     |
| 張敬軒              | 張同祖  | Joe 鄺美寶好朋友，同時單戀她 張大力情敵                             |
| 文詠珊              |         | 張大力的前女友 大力對其謊稱美寶是自己妹妹                           |
| 王一冰 配音：吳雨霏 | 碧 蓮   | Michael女友 被鄺美寶誤以為與志榮有曖昧關係 晴晴、鄺美寶、志榮舊同學 |
| 伍允龍              | Michael | BB 碧蓮男友                                                         |
| 白梓軒              | 文 信   | Vincent 鄺美寶前男友 張大力前情敵                                   |
| 蝦 頭               | 阿 南   | 鄺美寶好朋友、同事                                                  |
| 陳淑蘭              |         | 鄺美寶母                                                            |

### 阿蚊相關
| 演員   | 角色   | 關係/暱稱                   |
| 楊愛瑾 | 阿 蚊  | 志榮情婦 鄺美寶好友，後反目 |
| 朱咪咪 | 大姨媽 | 阿蚊的大姨媽                |

### 晴晴相關
| 演員   | 角色   | 關係/暱稱                                                                          |
| 鍾嘉欣 | 晴 晴  | 志榮之妻 鄺美寶，小武好友 鄺美寶好朋友，後來反目，最後和好                         |
| 森 美  | 志 榮  | 晴晴之夫 阿蚊情人 被鄺美寶誤以為與碧蓮有曖昧關係 鄺美寶好朋友，後來反目 碧蓮舊同學 |
| 胡清藍 | 馮小武 | 晴晴好朋友，後來反目，同時單戀她 因腦癌去世                                        |
| 龔慈恩 | 小武母 | 小武的母親                                                                         |

### 其他演員
| 演員   | 角色       |
| 區文詩 | Joyce      |
| 關浩揚 | Mark       |
| 梁皓楷 | Tam        |
| 李思雅 | Sally      |
| 周子濠 | Dickson    |
| 董敏莉 | Mary       |
| 劉家聰 | 新男朋友   |
| 徐碧琪 | 姊妹團之一 |
| 岑潔儀 | 姊妹團之一 |

## 獎項
| 頒獎典禮             | 獎項             | 名單                         | 結果 |
| -------------------- | ---------------- | ---------------------------- | ---- |
| 第27屆香港電影金像獎 | 最佳新演員       | 鍾嘉欣                       | 提名 |
| 第27屆香港電影金像獎 | 最佳原創電影歌曲 | 〈逼得太緊〉（主唱：吳雨霏） | 獲獎 |

## 歌曲
- 主題曲：
  - 〈逼得太緊〉 - 吳雨霏

- 插曲：
  - 〈兩個世界〉 - 胡清藍
  - 〈親近對．親熱錯〉 - 方力申
  - 〈日久生情〉 - 鄧麗欣

- 預告片歌曲：
  - 電燈膽（100 Watt） - 鄧麗欣

## 相關電影
- 《獨家試愛》 （2006）
- 《我的最愛》 （2008）
- 《紀念日》 （2015）

## 外部連結
- 《十分愛》及《親愛的》訪問, pinkwork (sound & video),按poster （页面存档备份，存于）
- 開眼電影網上《十分愛》的資料（繁體中文）
- 豆瓣电影上《十分愛》的資料 （简体中文）
- 时光网上《十分愛》的資料（简体中文）
- 爛番茄上《十分愛》的資料（英文）
- 香港影庫上《十分愛》的資料（繁體中文）
- 互联网电影数据库（IMDb）上《十分愛》的资料（英文）